# Dendronucleatidae
Famille
Les Dendronucleatidae sont une famille de vers parasites de l'embranchement des acanthocéphales (vers à tête épineuse). Les acanthocéphales sont de petits animaux vermiformes parasites de vertébrés dont la taille varie entre 1 mm et 70 cm. Ils sont caractérisés par un proboscis rétractable portant des épines courbées en arrière qui leur permet de s'accrocher à la paroi intestinale de leurs hôtes.

## Liste des genres et espèces
Cette famille comprend un genre composé des espèces d'acanthocéphales suivantes :
- Dendronucleata Sokolovskaja, 1962
  - Dendronucleata dogieli Sokolovskaia, 1962
  - Dendronucleata petruschewskii Sokolovskaia, 1962